# Димитър Манчев (ВМОК)
Вижте пояснителната страница за други личности с името Манчев.
Димитър Петров Манчев е български военен и революционер, активист на Върховния македоно-одрински комитет.

## Биография
Димитър Манчев е роден на 12 май 1869 година в град Татар Пазарджик, тогава в Османската империя. Влиза в армията на Княжество България и към 1895 година е подпоручик от 8-и пехотен полк. Същата година участва в Четническата акция на ВМОК. Между 1899 и 1902 година участва в ръководството на Пловдивското македоно-одринско дружество.